# Neorina neophyta
Neorina neophyta är en fjärilsart som beskrevs av Hans Fruhstorfer 1911. Neorina neophyta ingår i släktet Neorina och familjen praktfjärilar. Inga underarter finns listade i Catalogue of Life.